# Hárspataki Gábor
Hárspataki Gábor (Budapest, 1996. február 27.) olimpiai bronzérmes magyar karatéka, az MTK sportolója.

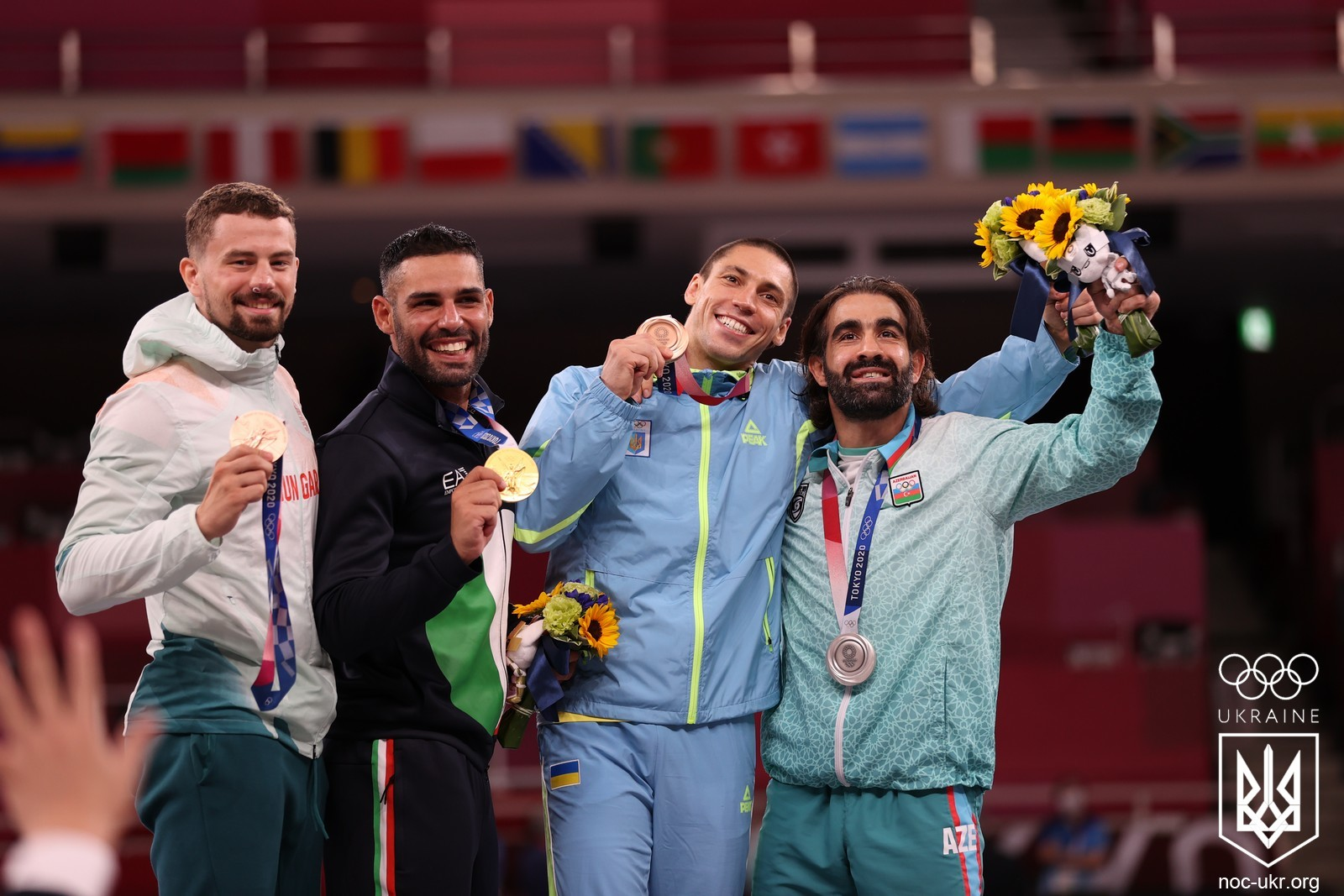

## Sportpályafutása
2013-ban a junior világbajnokságon bronzérmes volt. 2014 februárjában a junior Eb-n állhatott a dobogó legalsó fokára. A következő hónapban 75 kg-ban felnőtt magyar bajnokságot nyert. 2015-ben az U21-es korosztályban 75 kg-ban Európa-bajnok, novemberben világbajnok lett. 2016-ban az U21-es Eb-n harmadik helyen zárt 75 kg-ban. Májusban a felnőtt kontinens viadalon ötödik helyezést ért el. A következő évben harmadik lett a felnőtt Európa-bajnokságon. 2018-ban ezüstérmet szerzett az Európa-bajnokságon. A madridi világbajnokságon kiesett.
A 2019-es minszki Európa játékokon 75 kilogrammban bronzérmet szerzett. A 2020 márciusában kiadott kvalifikációs listán kilencedik volt, ami nem volt elegendő, hogy innen olimpiai indulási jogot kapjon. A 2021-es Európa-bajnokságon kiesett. 2021 júniusában Párizsban az olimpiai kvalifikációs versenyen olimpiai kvótát szerzett, így egyetlen magyar karatékaként kijutott a tokiói ötkarikás játékokra, ahol megnyerte csoportját, az elődöntőben azonban kikapott az azeri Rafael Aghayevtől, így bronzérmet szerzett.
2023-ban a budapesti világbajnokságon ezüstérmes lett.

## Díjai, elismerései
- Az év magyar karatézója (2015,[17] 2017,[18] 2018,[19] 2020,[20] 2021,[21] 2023[22])
- Az év MTK Budapest utánpótlás sportolója (2015)[23]
- Magyar Arany Érdemkereszt (2021)[24]